# 和田彩未
和田彩未（日语：／ Wada Ami，2003年6月30日—），日本女子花样游泳运动员，2023年世界游泳锦标赛集体自由自选银牌得主、2024年世界游泳锦标赛集体自由自选银牌得主和集体技术自选铜牌得主。